# Vương tộc Hessen
Vương tộc Hessen (tiếng Đức: Haus Hessen) là một triều đại châu Âu, có nguồn gốc trực tiếp từ Nhà Brabant. Họ cai trị vùng Hessen, hai dòng quan trọng nhất của vương tộc Hessen chính là Hessen-Kassel cai trị Bá quốc Hessen-Kassel, sau được nâng lên thành Tuyển hầu xứ Hessen và nhánh Hessen-Darmstadt, cai trị Bá quốc Hessen-Darmstadt, sau được nâng lên thành Đại công quốc Hessen.
Gia tộc Battenberg được tạo ra từ cuộc hôn nhân quý tiện kết hôn của một thành viên thuộc Nhà Hessen-Darmstadt. Trong suốt lịch sử của mình, họ đã hôn phối với Vương thất Anh, Hoàng gia Hy Lạp, Hoàng gia Tây Ban Nha và cũng từng có một nhân vật của gia tộc này được bầu lên ngai vàng của Thân vương quốc Bulgaria, đó là Thân vương Aleksandr I.

## Lịch sử
Nguồn gốc của Nhà Hesse bắt đầu từ cuộc hôn nhân vào năm 1241 của Sophie xứ Thuringia (con gái của Ludwig IV, Bá tước xứ Thuringia và Elizabeth của Hungary) với Heinrich II, Công tước xứ Brabant, từ Nhà Reginar. Sophie là nữ thừa kế của Hessen, mà bà đã truyền lại cho con trai mình là Heinrich, khi bà giữ lại lãnh thổ sau chiến thắng một phần trong Chiến tranh Kế vị Thuringia, trong đó bà là một trong những người tham chiến.
Ban đầu là phần phía Tây của Bá quốc Thuringia, vào giữa thế kỷ XIII, nó được thừa kế bởi con trai của Heinrich II, Công tước xứ Brabant, và trở thành một thực thể chính trị riêng biệt. Từ cuối thế kỷ XVI, nó thường được chia thành nhiều nhánh, trong đó quan trọng nhất là các nhánh của Hessen-Kassel (hoặc Hesse-Cassel) và Hessen-Darmstadt.
Vào đầu thế kỷ XIX, Bá tước xứ Hessen-Kassel được phong làm Tuyển hầu xứ Hessen (1803), trong khi Bá tước xứ Hessen-Darmstadt trở thành Đại công tước Hessen (1806), sau này là Đại công tước xứ Hesse và Rhein. Tuyển hầu xứ Hessen (Hesse-Kassel) bị Vương quốc Phổ sáp nhập vào năm 1866, trong khi Đại công quốc Hessen (Hesse-Darmstadt) vẫn là một nhà nước có chủ quyền cho đến khi chế độ quân chủ Đức kết thúc vào năm 1918.
Kể từ ngày 23 tháng 5 năm 2013, người đứng Nhà Hessen là Donatus, Bá tước xứ Hessen. Ông xuất thân từ nhánh Hesse-Kassel của gia đình, vốn là dòng dõi nam cao cấp trong phả hệ kể từ cuộc chia cắt lớn của gia tộc vào năm 1567. Ông kết hôn với nữ bá tước Floria-Franziska xứ Faber-Castell. Họ có với nhau 3 đứa con.